# 老木浩之
老木 浩之（おいき ひろゆき）は日本の医師。耳鼻咽喉科サージクリニック老木医院院長、医療法人hi-mex理事長。

## 単独著書
- 『中耳炎』保健同人社〈専門のお医者さんが語るQ&A ; 16〉、2000年7月。ISBN 4832706152。
- 『開業する医者の9割が知らないクリニック経営で本当に大切なこと』日本医療企画、2022年4月。ISBN 9784867291139。

## 雑誌出稿
- 「Advance Clinic Management Practice : 一歩先行く診療所マネジメントの仕組み 日本屈指の手術実績を誇る診療所による医療の質向上への挑戦と患者中心の医療サービスの創造」『Clinic bamboo』2016年7月号、日本医療企画、2016年7月、国立国会図書館書誌ID:027586264。

## 論文
- 老木浩之「モルモット鼓膜穿孔の治癒過程における細胞成長因子の影響」『近畿大医誌』第14巻、1989年、485–499頁。CRID 1570854176769844224。
- 老木浩之、山本悦生、大村正樹、日野恵、水上千佳司、小形哲也、宗田由紀、田辺牧人、池窪勝治「口腔内諸症状と唾液分泌能」『口腔・咽頭科』第6巻第2号、1994年、151–157頁、CRID 1390282679404224384、doi:10.14821/stomatopharyngology1989.6.2_151。
- 老木浩之、山本悦生、村田清高「加齢による唾液分泌能の変化」『口腔・咽頭科』第7巻第2号、1995年、139–144頁、CRID 1390282679403530496、doi:10.14821/stomatopharyngology1989.7.139。
- 老木浩之、白石浩、村田清高「鼓室換気チューブ留置術の評価 EBMの考えを用いた試み」『耳鼻咽喉科臨床』第93巻第12号、2000年、1019–1030頁、CRID 1390282679235641344、doi:10.5631/jibirin.93.1019。